# Garry Owen
Garry Owen (Brookhaven, 18 febbraio 1902 – Hollywood, 1º giugno 1951) è stato un attore statunitense che ha recitato in oltre 180 film dal 1933 al 1952. Talvolta, è stato accreditato anche con il nome Gary Owen.

## Biografia

### Morte
Morì a Hollywood il 1º giugno 1951 di infarto a 49 anni. Fu inumato alla Chapel of the Pines Crematory.

## Filmografia
- Knee Deep in Music, regia di Alfred J. Goulding (1933) (cortometraggio)
- Il prezzo del piacere (Child of Manhattan), regia di Edward Buzzell (1933)
- L'uomo che voglio (Hold Your Man), regia di Sam Wood (1933)
- Flying Devils, regia di Russell Birdwell (1933)
- Figlia d'arte (Stage Mother), regia di Charles Brabin (1933)
- Saturday's Millions, regia di Edward Sedgwick (1933)
- L'idolo delle donne (The Prizefighter and the Lady), regia di W. S. Van Dyke (1933)
- Havana Widows, regia di Ray Enright (1933)
- Son of a Sailor, regia di Lloyd Bacon (1933)
- Bombay express (Bombay Mail), regia di Edwin L. Marin (1934)
- Good Dame, regia di Marion Gering (1934)
- L'uomo ombra (The Thin Man), regia di W.S. Van Dyke (1934)
- Little Miss Marker, regia di Alexander Hall (1934)
- Pura al cento per cento (The Girl from Missouri), regia di Jack Conway e Sam Wood (1934)
- Contented Calves, regia di Sam White (1934) (cortometraggio)
- Death on the Diamond, regia di Edward Sedgwick (1934)
- No Ransom, regia di Fred C. Newmeyer (1934)
- L'amante sconosciuta (Evelyn Prentice), regia di William K. Howard (1934)
- The Gay Bride, regia di Jack Conway (1934)
- Times Square Lady, regia di George B. Seitz (1935)
- Hold 'Em Yale, regia di Sidney Lanfield (1935)
- Facce false (Let 'em Have It), regia di Sam Wood (1935)
- People Will Talk, regia di Alfred Santell (1935)
- Accadde una volta (Red Salute), regia di Sidney Lanfield (1935)
- Il grande nemico (Special Agent), regia di William Keighley (1935)
- Il circo (O'Shaughnessy's Boy), regia di Richard Boleslawski (1935)
- Io vivo la mia vita (I Live My Life), regia di W.S. Van Dyke (1935)
- Top Flat, regia di Jack Jevne e William H. Terhune (1935) (cortometraggio)
- Brume (Ceiling Zero), regia di Howard Hawks (1936)
- La montagna incatenata (Boulder Dam), regia di Frank McDonald (1936)
- Il medico di campagna (The Country Doctor), regia di Henry King (1936)
- Florida Special, regia di Ralph Murphy (1936)
- Le belve della città (Bullets or Ballots), regia di William Keighley (1936)
- The Return of Sophie Lang, regia di George Archainbaud (1936)
- Rose Bowl, regia di Charles Barton (1936)
- Il mistero del gatto grigio (The Case of the Black Cat), regia di William C. McGann (1936)
- King of Hockey, regia di Noel M. Smith (1936)
- La femmina dei porti (The Devil's Playground), regia di Erle C. Kenton (1937)
- Don't Tell the Wife, regia di Christy Cabanne (1937)
- Racketeers in Exile, regia di Erle C. Kenton (1937)
- King of Gamblers, regia di Robert Florey (1937)
- San Quentin, regia di Lloyd Bacon (1937)
- Bad Guy, regia di Edward L. Cahn (1937)
- Double or Nothing, regia di Theodore Reed (1937)
- My Dear Miss Aldrich, regia di George B. Seitz (1937)
- This Way Please, regia di Robert Florey (1937)
- You're Only Young Once, regia di George B. Seitz (1937)
- La moglie bugiarda (True Confession), regia di Wesley Ruggles (1937)
- Start Cheering, regia di Albert S. Rogell (1938)
- Dangerous to Know, regia di Robert Florey (1938)
- Arditi dell'aria (Test Pilot), regia di Victor Fleming (1938)
- Wide Open Faces, regia di Kurt Neumann (1938)
- Call of the Yukon, regia di B. Reeves Eason e John T. Coyle (1938)
- Men with Wings, regia di William A. Wellman (1938)
- The Crowd Roars, regia di Richard Thorpe (1938)
- Nel cuore del Nord (Heart of the North), regia di Lewis Seiler (1938)
- Spregiudicati (Idiot's Delight), regia di Clarence Brown (1939)
- Ritorna l'amore (Made for Each Other), regia di John Cromwell (1939)
- Within the Law, regia di William P.S. Earle (1939)
- La bolgia dei vivi (You Can't Get Away with Murder), regia di Lewis Seiler (1939)
- Lucky Night, regia di Norman Taurog (1939)
- L'alfabeto dell'amore (Naughty But Nice), regia di Ray Enright (1939)
- Angeli senza cielo (The Angels Wash Their Faces), regia di Ray Enright (1939)
- Dust Be My Destiny, regia di Lewis Seiler (1939)
- A Child Is Born, regia di Lloyd Bacon (1939)
- Women Without Names, regia di Robert Florey (1940)
- Grandpa Goes to Town, regia di Gus Meins (1940)
- La febbre del petrolio (Boom Town), regia di Jack Conway (1940)
- La città del peccato (City for Conquest), regia di Anatole Litvak (1940)
- Una pallottola per Roy (High Sierra), regia di Raoul Walsh (1941)
- Passi nel buio (Footsteps in the Dark), regia di Lloyd Bacon (1941)
- Arriva John Doe (Meet John Doe), regia di Frank Capra (1941)
- Il diavolo si converte (The Devil and Miss Jones), regia di Sam Wood (1941)
- Il circo insanguinato (The Wagons Roll at Night), regia di Ray Enright (1941)
- Con mia moglie è un'altra cosa (Affectionately Yours), regia di Lloyd Bacon (1941)
- Blondie in Society, regia di Frank R. Strayer (1941)
- Here Comes the Cavalry, regia di D. Ross Lederman (1941) (cortometraggio)
- L'inarrivabile felicità (You'll Never Get Rich), regia di Sidney Lanfield (1941)
- Sailors on Leave, regia di Albert S. Rogell (1941)
- Amore per appuntamento (Appointment for Love), regia di William A. Seiter (1941)
- Ribalta di gloria (Yankee Doodle Dandy), regia di Michael Curtiz (1942)
- Le stranezze di Jane Palmer (Lady in a Jam), regia di Gregory La Cava (1942)
- L'idolo delle folle (The Pride of the Yankees), regia di Sam Wood (1942)
- Le tre sorelle (The Gay Sisters), regia di Irving Rapper (1942)
- La morte viene dall'ombra (A Night to Remember), regia di Richard Wallace (1942)
- La fortuna è bionda (Slightly Dangerous), regia di Wesley Ruggles (1943)
- Quando il giorno verrà (Watch on the Rhine), regia di Herman Shumlin (1943)
- Whistling in Brooklyn, regia di S. Sylvan Simon (1943)
- La donna della città (The Woman of the Town), regia di George Archainbaud (1943)
- Timber Queen, regia di Frank McDonald (1944)
- Andy Hardy's Blonde Trouble, regia di George B. Seitz (1944)
- L'ottava meraviglia (Once Upon a Time), regia di Alexander Hall (1944)
- È fuggita una stella (Song of the Open Road), regia di S. Sylvan Simon (1944)
- Arsenico e vecchi merletti  (Arsenic and Old Lace), regia di Frank Capra (1944)
- Something for the Boys, regia di Lewis Seiler (1944)
- Sempre nei guai (Nothing But Trouble), regia di Sam Taylor (1944)
- Marisa (Music for Millions), regia di Henry Koster (1944)
- L'uomo ombra torna a casa (The Thin Man Goes Home), regia di Richard Thorpe (1945)
- Roughly Speaking, regia di Michael Curtiz (1945)
- Senza amore (Without Love), regia di Harold S. Bucquet (1945)
- L'ora di New York (The Clock), regia di Vincente Minnelli (1945)
- The Last Installment, regia di Walter Hart (1945) (cortometraggio)
- The Phantom Speaks, regia di John English (1945)
- Honeymoon Ahead, regia di Reginald Le Borg (1945)
- Capitano Eddie (Captain Eddie), regia di Lloyd Bacon (1945)
- Due marinai e una ragazza (Canta che ti passa) (Anchors Aweigh), regia di George Sidney (1945)
- Bionda incendiaria (Incendiary Blonde), regia di George Marshall (1945)
- Limehouse Blues, episodio di Ziegfeld Follies, regia di Vincente Minnelli (1945)
- Il romanzo di Mildred (Mildred Pierce), regia di Michael Curtiz (1945)
- Grand hotel Astoria (Week-End at the Waldorf), regia di Robert Z. Leonard (1945)
- Gianni e Pinotto a Hollywood (Bud Abbott and Lou Costello in Hollywood), regia di S. Sylvan Simon (1945)
- Un angelo è caduto (Fallen Angel), regia di Otto Preminger (1945)
- The Tiger Woman, regia di Philip Ford (1945)
- Avventura (Adventure), regia di Victor Fleming (1945)
- Up Goes Maisie, regia di Harry Beaumont (1946)
- Una lettera per Eva (A Letter for Evie), regia di Jules Dassin (1946)
- Idea Girl, regia di Will Jason (1946)
- Crime of the Century, regia di Philip Ford (1946)
- I forzati del mare (Two Years Before the Mast), regia di John Farrow (1946)
- The Hoodlum Saint, regia di Norman Taurog (1946)
- Il postino suona sempre due volte (The Postman Always Rings Twice), regia di Tay Garnett (1946)
- Our Hearts Were Growing Up, regia di William D. Russell (1946)
- Notte e dì (Night and Day), regia di Michael Curtiz (1946)
- Il coraggio di Lassie (Courage of Lassie), regia di Fred M. Wilcox (1946)
- Notorious - L'amante perduta (Notorious), regia di Alfred Hitchcock (1946)
- The Missing Lady, regia di Phil Karlson (1946)
- I gangsters (The Killers), regia di Robert Siodmak (1946)
- Three Wise Fools, regia di Edward Buzzell (1946)
- Licenza d'amore (No Leave, No Love), regia di Charles Martin (1946)
- Lo specchio scuro (The Dark Mirror), regia di Robert Siodmak (1946)
- Lady Chaser, regia di Sam Newfield (1946)
- Una celebre canaglia (Swell Guy), regia di Frank Tuttle (1946)
- Gallant Bess, regia di Andrew Marton (1946)
- La vita è meravigliosa (It's a Wonderful Life), regia di Frank Capra (1946)
- Solo chi cade può risorgere (Dead Reckoning), regia di John Cromwell (1947)
- Blondie's Big Moment, regia di Abby Berlin (1947)
- Mio fratello parla con i cavalli (My Brother Talks to Horses), regia di Fred Zinnemann (1947)
- La mia brunetta preferita (My Favorite Brunette), regia di Elliott Nugent (1947)
- Millie's Daughter, regia di Sidney Salkow (1947)
- Accadde nella quinta strada (It Happened on Fifth Avenue), regia di Roy Del Ruth (1947)
- La disperata notte (The Long Night), regia di Anatole Litvak (1947)
- Questo è il mio uomo (That's My Man), regia di Frank Borzage (1947)
- Vento di primavera (The Bachelor and the Bobby-Soxer), regia di Irving Reis (1947)
- Fiore selvaggio (Driftwood), regia di Allan Dwan (1947)
- La città magica (Magic Town), regia di William A. Wellman (1947)
- La fiamma (The Flame), regia di John H. Auer (1947)
- L'uomo dei miei sogni (It Had to Be You), regia di Don Hartman e Rudolph Maté (1947)
- Io non t'inganno t'amo! (I Love Trouble), regia di S. Sylvan Simon (1948)
- My Girl Tisa, regia di Elliott Nugent (1948)
- La sposa ribelle (The Bride Goes Wild), regia di Norman Taurog (1948)
- The Inside Story, regia di Allan Dwan (1948)
- Here Comes Trouble, regia di Fred Guiol (1948)
- Il tempo si è fermato (The Big Clock), regia di John Farrow (1948)
- Lo stato dell'unione (State of the Union), regia di Frank Capra (1948)
- Su di un'isola con te (On an Island with You), regia di Richard Thorpe (1948)
- Lo strano Mr. Jones (The Fuller Brush Man), regia di S. Sylvan Simon (1948)
- The Checkered Coat, regia di Edward L. Cahn (1948)
- Un sudista del Nord (A Southern Yankee), regia di Edward Sedgwick (1948)
- Il terrore corre sul filo (Sorry, Wrong Number), regia di Anatole Litvak (1948)
- Il buon samaritano (Good Sam), regia di Leo McCarey (1948)
- Richiamo d'ottobre (The Return of October), regia di Joseph H. Lewis (1948)
- È tempo di vivere (Let's Live a Little), regia di Richard Wallace (1948)
- Atto di violenza (Act of Violence), regia di Fred Zinnemann (1948)
- I bassifondi di San Francisco (Knock on Any Door), regia di Nicholas Ray (1949)
- I Cheated the Law, regia di Edward L. Cahn (1949)
- The Life of Riley, regia di Irving Brecher (1949)
- Il ritorno del campione (The Stratton Story), regia di Sam Wood (1949)
- Incrocio pericoloso (The Crooked Way), regia di Robert Florey (1949)
- Viale Flamingo (Flamingo Road), regia di Michael Curtiz (1949)
- La traccia del serpente (Manhandled), regia di Lewis R. Foster (1949)
- Doppio gioco (Criss Cross), regia di Robert Siodmak (1949)
- Il re dell'Africa (Mighty Joe Young), regia di Ernest B. Schoedsack (1949)
- È tardi per piangere (Too Late for Tears), regia di Byron Haskin (1949)
- Il dottore e la ragazza (The Doctor and the Girl), regia di Curtis Bernhardt (1949)
- Questo me lo sposo io (Bride for Sale), regia di William D. Russell (1949)
- Un bacio per Corliss (A Kiss for Corliss), regia di Richard Wallace (1949)
- The Flying Saucer, regia di Mikel Conrad (1950)
- Il romanzo di Thelma Jordon (The File on Thelma Jordon), regia di Robert Siodmak (1950)
- Roba da matti (The Good Humor Man), regia di Lloyd Bacon (1950)
- L'autista pazzo (The Yellow Cab Man), regia di Jack Donohue (1950)
- I milionari a New York (Ma and Pa Kettle Go to Town), regia di Charles Lamont (1950)
- La gioia della vita (Riding High), regia di Frank Capra (1950)
- The Admiral Was a Lady, regia di Albert S. Rogell (1950)
- Il lattaio bussa una volta (The Milkman), regia di Charles Barton (1950)
- Quattro ragazze all'abbordaggio (Two Tickets to Broadway), regia di James V. Kern (1951)
- Ultime della notte (Scandal Sheet), regia di Phil Karlson (1952)